# أرماندو روميرو (رسام)
أرماندو روميرو (بالإسبانية: Armando Romero)‏ هو رسام مكسيكي، ولد في 1964.